# Jorge Larco
Jorge Larco Millanes (Buenos Aires, 2 de enero de 1897-Buenos Aires, 16 de octubre de 1967) fue un pintor y escenógrafo argentino. Cultivó la pintura, la ilustración, la escenografía y la decoración de interiores.

## Biografía
Era hijo de Atilio Larco y Teresa Millanes.
En 1903 ―a los seis años de edad― se mudó con sus padres a Madrid (España), donde hizo la escuela primaria. Aprendió dibujo y pintura en clases particulares con el maestro madrileño Alejandro Ferrant y Fischermans (1843-1917) y el maestro cordobés Julio Romero de Torres (1874-1930).
En 1913 trabajó en México con el pintor y escenógrafo Roberto Montenegro (1887-1968). Regresó a Buenos Aires en 1916, cuando tenía 19 años. En 1918 consiguió trabajo como profesor en la Escuela Nacional de Bellas Artes, cargo que conservó durante 33 años (hasta 1951).
Realizó retratos y paisajes, y se desarrolló principalmente como acuarelista.
Debido a su homosexualidad, Jorge Larco aceptó la propuesta de su amiga, la escritora chilena María Luisa Bombal, de casarse y formar un matrimonio pour la gallerie. El 28 de junio de 1935 se casaron:

Sin interés amoroso, me casé con un homosexual, artista, pintor, confiando en un ilusorio compañerismo... Pero cuando me casé, seguía enamorada de Eulogio.
María Luisa Bombal

La relación duró muy poco. En enero de 1937 iniciaron un escandaloso juicio de divorcio.

## Obras
Fue un acuarelista excepcional. Realizaba paisajes. En sus últimos tiempos tendió a cierta geometrización.
En junio de 1944 actuó como actor de voz en el radioteatro El nido fiel, del dramaturgo Roberto Valenti (1907-1958), protagonizado por la actriz española Ibis Blasco.
Entre sus escenografías, cabe mencionar la de la obra de teatro Bodas de sangre, del español Federico García Lorca.
Tuvo un atelier veraniego en una torre que pertenecía al parque de la casa de Avelino Cabezas en La Cumbre (provincia de Córdoba, en el centro de Argentina), que en 1969 se convertiría en la mansión del escritor Manuel Mujica Lainez.
Fue profesor de varios reconocidos pintores argentinos, como Lola Frexas (acuarelista, 1924-2011) y Enrique Vieytes (ilustrador y pintor, 1918-2014).

## Premios
En 1935 recibió el premio del Salón del Cuarto Centenario de la Fundación de Buenos Aires. En 1937 recibió un premio en la Exposición Internacional de París. En 1938 fue premiado en el Salón de Viña del Mar (Chile). Expuso varias veces en el Salón Nacional (Buenos Aires) y en el Salón de Acuarelistas (Buenos Aires), donde obtuvo premios y menciones.

## Libros
Publicó tres libros:
- 1944: Piero della Francesca
- 1947: La pintura española de los siglos XIX y XX
- 1954: Miguel C. Victorica.